# Weingut Wieninger

Logo Weingut Wieninger

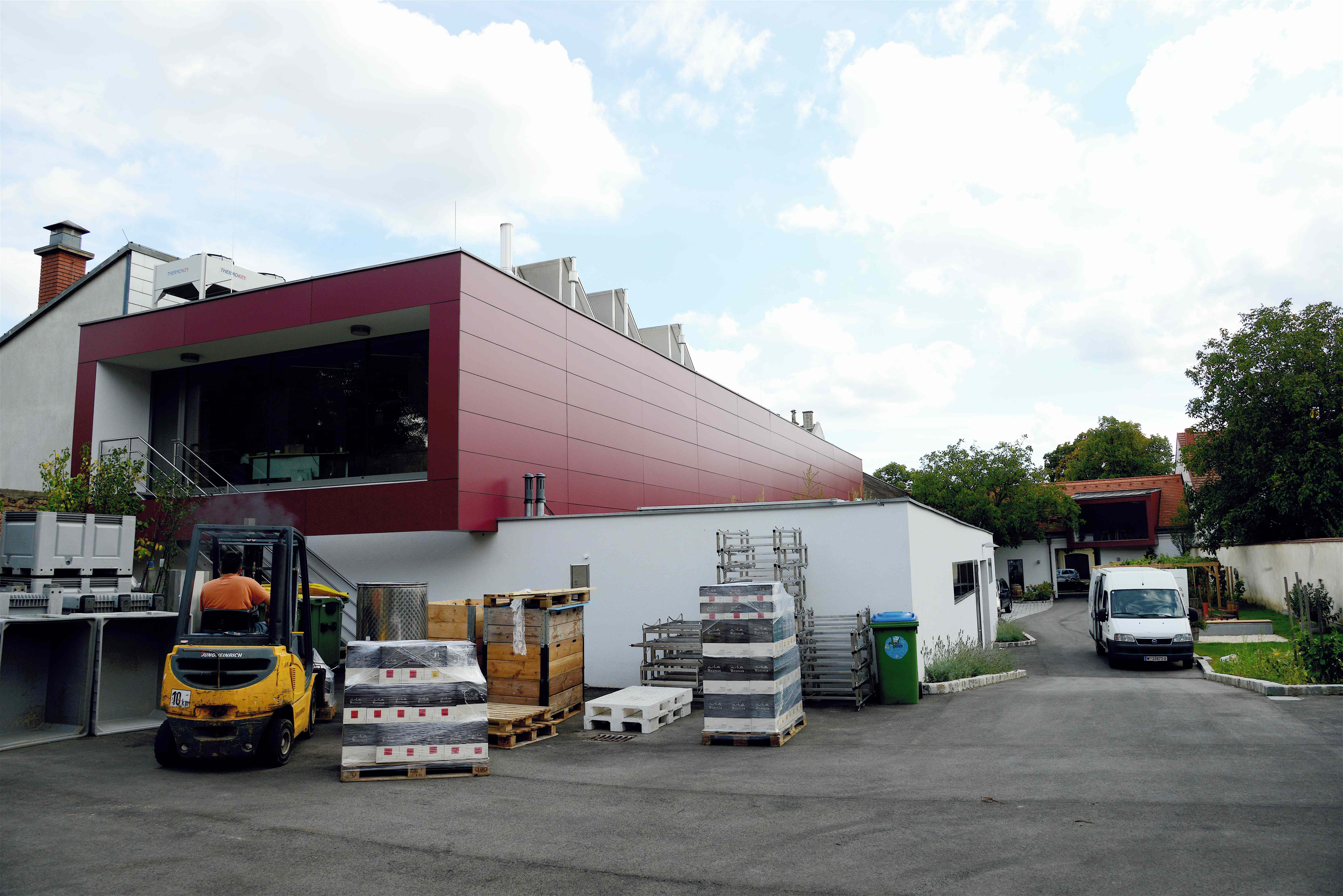
Weingut Wieninger, Wien

Das Weingut Wieninger ist ein Weingut im Wiener Stadtteil Stammersdorf.

## Geschichte
Der Landwirt und Winzer Edmund Steinbatz (1915–1968) führte nach 1945 in der Stammersdorfer Straße einen Heurigen. Er errichtete dort eine kleine Bühne, auf der Musiker und Kabarettisten – darunter die Spitzbuam – auftraten. Seine Tochter, Barbara Steinbatz, die den Betrieb übernahm, heiratete den Winzer Fritz Wieninger (* 1936), woraufhin er als Weingut Wieninger weitergeführt wurde. In Stammersdorf ist seit 2014 der Steinbatzweg nach Edmund Steinbatz benannt.
Barbara und Fritz Wieninger begannen bereits in den 1960er Jahren mit der Flaschenfüllung von Qualitätsweinen. Sie zählen somit zu den Pionieren des jüngeren Qualitätsweinbaus in Wien. Als deren Sohn Fritz Wieninger (* 16. Juli 1966) im Jahr 1987 die Kellerverantwortung übernahm, setzte er die Produktion von anspruchsvollen Qualitätsweinen verstärkt fort. Schon wenige Jahre nach seinem Einstieg in den Betrieb wurde er zum „Falstaff-Winzer des Jahres“ gekürt. Es folgte eine Reihe von Landessiegen und sonstigen Prämierungen.
Im Jahr 2013 wurde in Stammersdorf das neu gestaltete Weingut eröffnet. 2014 übernahm Wieninger den Wiener 20-Hektar-Betrieb Hajszan-Neumann.
Das Weingut Wieninger ist Mitglied der Gruppe WienWein, der Vereinigung Österreichische Traditionsweingüter (ÖTW) sowie der österreichischen Winzervereinigungen Tu felix Austria und Premium Estates of Austria.

## Rebsorten
Die Rebfläche umfasst 65 Hektar (Stand 2025), dazu zählen einige der bedeutendsten Lagen Wiens auf dem Nußberg. Im Jahr 2005 übernahm Wieninger mit der Riede Preussen des Schottenstiftes einen Weingarten historischer Dimension. Des Weiteren zählen zu der Weinbaufläche Wieningers ein Gemischter Satz in der Riede Rosengartl, ein Grüner-Veltliner-Weingarten am Fuße des Nußbergs und eine der ausgezeichnetsten Lagen Wiens, die Riede Kaasgraben – ein einzelner, uralter Veltliner-Weingarten. Aus diesem Weingarten kam 2005 der laut Gault-Millau wahrscheinlich beste Grüne Veltliner, den Wiener Boden je hervorbrachte, der Grüne Veltliner Nußberg. Auf dem Bisamberg verfügt Wieninger über rund 30 Hektar Weinbaufläche.
Die Bewirtschaftung der Weingärten erfolgt nach biodynamischen Richtlinien. Der Anteil der Weißweine beträgt 65 Prozent, jener der Rotweine 35 Prozent (Stand 2025). Unter den Rotweinen ist Wieningers Pinot Noir bemerkenswert; er zählt österreichweit zu den herausragenden Sortenvertretern.

## WienWein

Wien Wein

Im Jahr 2006 gründeten die zu jener Zeit bedeutendsten vier Wiener Winzer Fritz Wieninger, Rainer Christ (Großjedlersdorf), Richard Zahel und Michael Edlmoser (beide Mauer) zwecks Beförderung der Wiener Weinqualität und zur Propagierung des Wiener Gemischten Satzes die Winzervereinigung WienWein. Im Jahr 2010 wurde die Gruppe um die beiden Betriebe Weingut Wien Cobenzl und Mayer am Pfarrplatz erweitert. Richard Zahel trat 2011 aus der Winzervereinigung aus. Im Jahr 2014 kam als neues Mitglied Thomas Huber vom Weingut Fuhrgassl-Huber hinzu.
Der Verein WienWein war treibende Kraft bei der Wiederbelebung des Anbaus von Gemischtem Satz in der österreichischen Bundeshauptstadt und der Schaffung der Appellation Wiener Gemischter Satz DAC ab dem Jahrgang 2013. Seit 2018 sind die Mitgliedsbetriebe von WienWein auch Mitglieder der Österreichischen Traditionsweingüter.
Fritz Wieninger war ab der Gründung langjährig Präsident der WienWein-Gruppe. Im Jahr 2021 übernahm Rainer Christ die Funktion des Präsidenten.

## Heurigenbetriebe

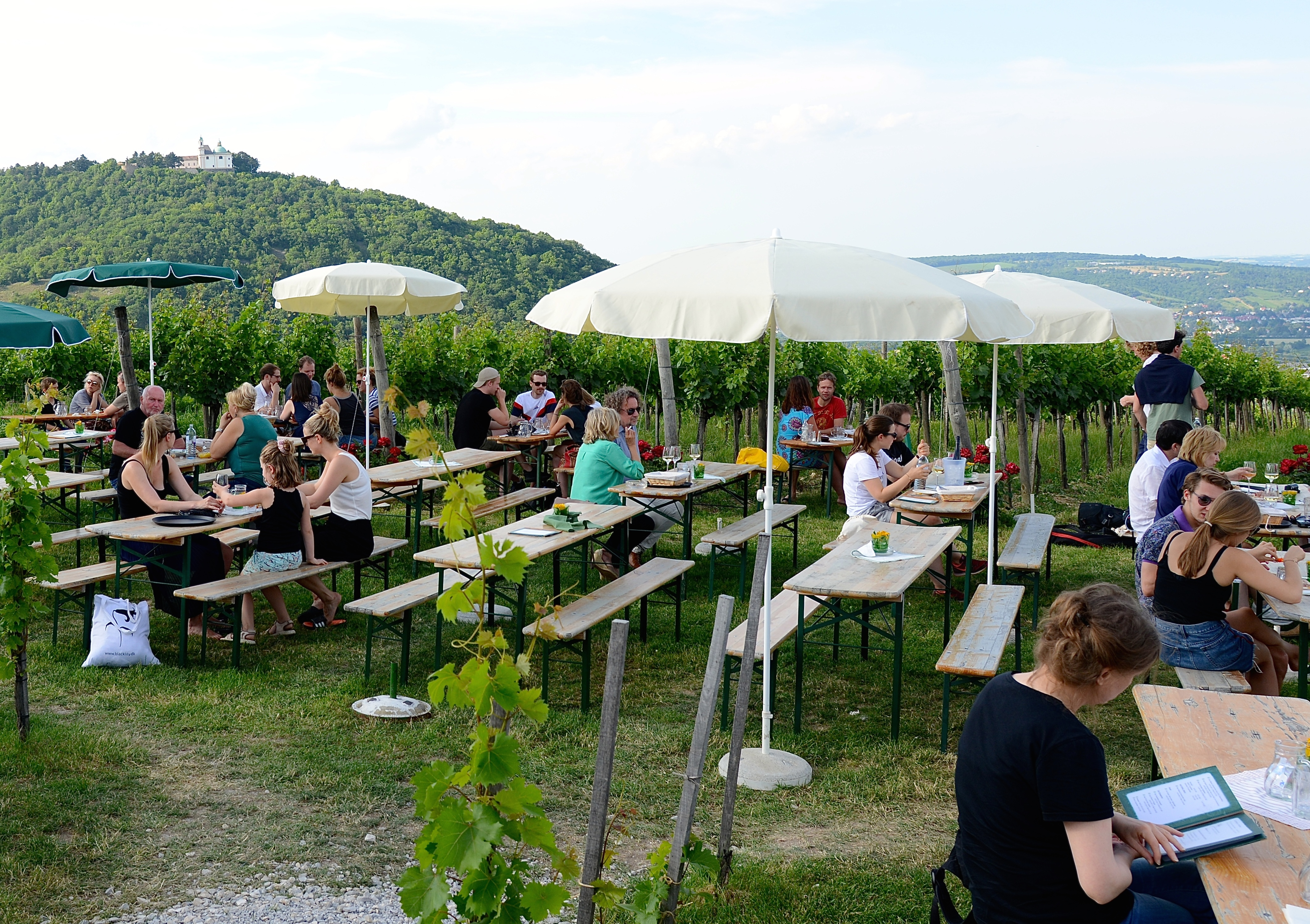
Weingartenheuriger Wieninger am Nussberg

Der ehemals elterliche Heurigenbetrieb in Stammersdorf wird von Fritz Wieningers Bruder Leopold Wieninger geführt. Fritz Wieninger hingegen betreibt einen Weingartenheurigen auf dem Nussberg. Im Jahr 2020 gründete er gemeinsam mit dem vielfach ausgezeichneten Koch Juan Amador einen weiteren Weingartenheurigen in Grinzing auf dem Steinberg.